# Маастрихтский ярус
| система | отдел    | ярус          | Ниж. граница, млн лет |
| --- | -------- | ------------- | --------------------- |
| Палеоген | Палеоцен | Датский       | 66,0                  |
| Мел | Верхний  | Маастрихтский | 72,2 ±0,2             |
| Мел | Верхний  | Кампанский    | 83,6 ±0,2             |
| Мел | Верхний  | Сантонский    | 85,7 ±0,2             |
| Мел | Верхний  | Коньякский    | 89,8 ±0,3             |
| Мел | Верхний  | Туронский     | 93,9 ±0,2             |
| Мел | Верхний  | Сеноманский   | 100,5 ±0,1            |
| Мел | Нижний   | Альбский      | 113,2 ±0,3            |
| Мел | Нижний   | Аптский       | 121,4 ±0,6            |
| Мел | Нижний   | Барремский    | 125,77*               |
| Мел | Нижний   | Готеривский   | 132,6 ±0,6            |
| Мел | Нижний   | Валанжинский  | 137,05 ±0,2           |
| Мел | Нижний   | Берриасский   | 143,1 ±0,6            |
| Юра | Верхняя  | Титонский     | больше                |
| Деление и золотые гвозди в соответствии с IUGS по состоянию на декабрь 2024 года *Золотой гвоздь отмечен в шкале, но в действительности ещё не ратифицирован. |          |               |                       |

Маастри́хтский я́рус (маастрихт) — стратиграфический подраздел, верхний и последний ярус верхнего отдела меловой системы мезозойской эры. Охватывает время от 72,1 ± 0,2 млн лет назад до 66,0 млн лет назад (всего около 6 млн лет). 

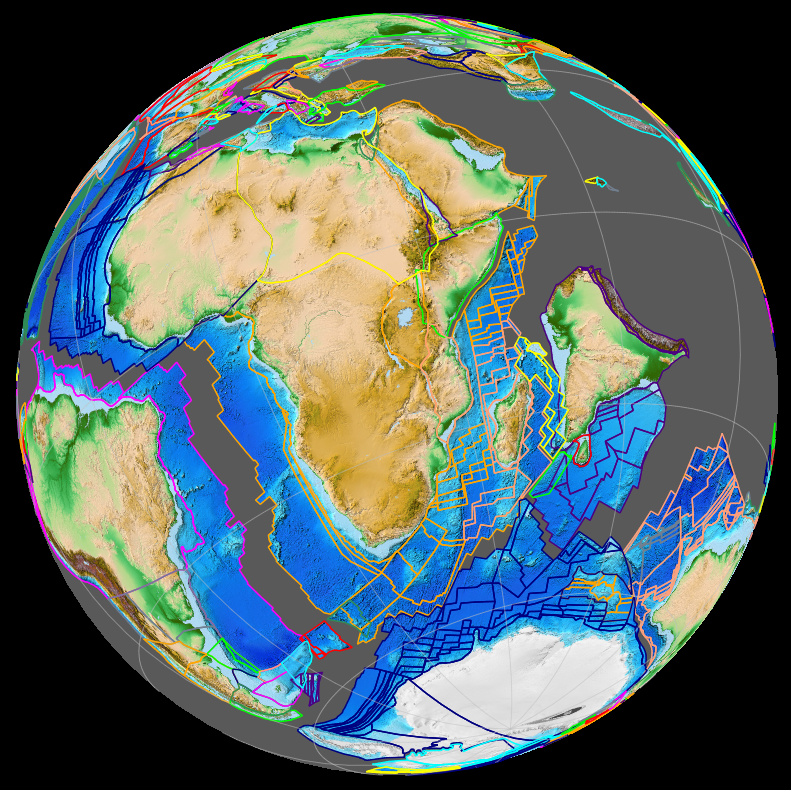
Открытие западной части Индийского океана 70 млн лет назад: первая океаническая кора между Индией и Мадагаскаром

В конце соответствующего века произошло массовое мел-палеогеновое вымирание, которое привело к исчезновению многих крупных групп живых организмов, в том числе многих групп морского планктона, всех аммонитов, птерозавров и нептичьих динозавров.
Отложения маастрихтского яруса подстилаются породами кампанского яруса мелового периода мезозоя, перекрываются отложениями датского яруса палеогенового периода кайнозоя.
Впервые выделен бельгийским геологом Андре Дюмоном в 1849 году. Название получил от города Маастрихт в Нидерландах.

## Геология
Извержение Деканской трапповой крупной магматической провинции началось во время маастрихта около 67 млн лет назад. Считается, что это является следствием дрейфа Индии над горячей точкой Реюньона.
Общая тенденция снижения уровня моря в маастрихте сопровождалась двумя краткими циклами повышения и падения уровня.
В маастрихтское время формировались осадочные породы формации Хелл-Крик (на протяжении 1,3 млн лет (68—66 млн л. н.)) в Монтане на северо-западе США, породы формации Баттл и верхние отложения формации каньона Хорсшу, начиная примерно с 67,6 млн лет назад) в провинции Альберта (Западная Канада), формаций Нэмэгэту, 71—70 млн л. н.) и Баруун Гоёот (Нижняя Нэмэгэту, 72—71 млн л. н.) в пустыне Гоби на юге Монголии.
К концу маастрихта относится мел-палеогеновое вымирание.

## Палеонтология

### Птицы
К маастрихту относятся древнейшая надёжно идентифицированная веерохвостая птица — Vegavis iaai с антарктического острова Вега. Известны и находки других птиц этого времени, которые могут относиться к веерохвостым и даже к некоторым современным их отрядам, но эта идентификация спорна.

### Динозавры (нептичьи)
Из динозавров, не относящихся к птицам, до последнего века мезозойской эры дожили по крайней мере пять крупных групп: тероподы (93 рода по данным на 2021 год), гадрозавры (46 родов), цератопсы (23 рода), анкилозавры (11 родов) и титанозавры. При этом отмечается спад видообразования во всех группах, кроме гадрозаврид и цератопсид.

### Птерозавры
Традиционно считалось, что в фауне птерозавров в это время преобладают аждархиды, а другие группы птерозавров вымерли ранее. Однако более поздние данные свидетельствуют о большем разнообразии птерозавров: из верхнемаастрихтских отложений Марокко описаны по крайней мере три вида никтозаврид и один вид птеранодонтид.